# Dorfkirche Volkmannsdorf

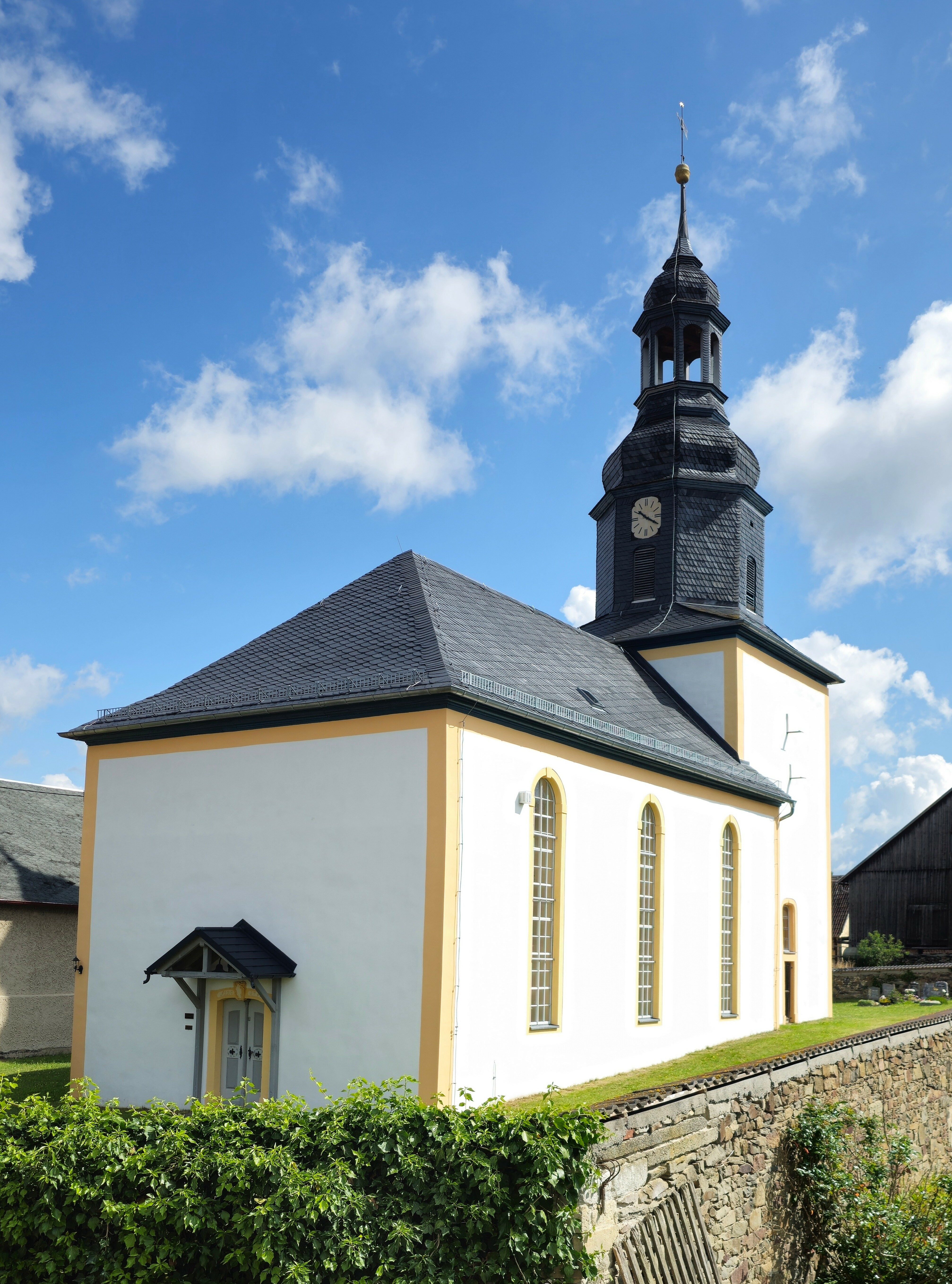
Dorfkirche Volkmannsdorf

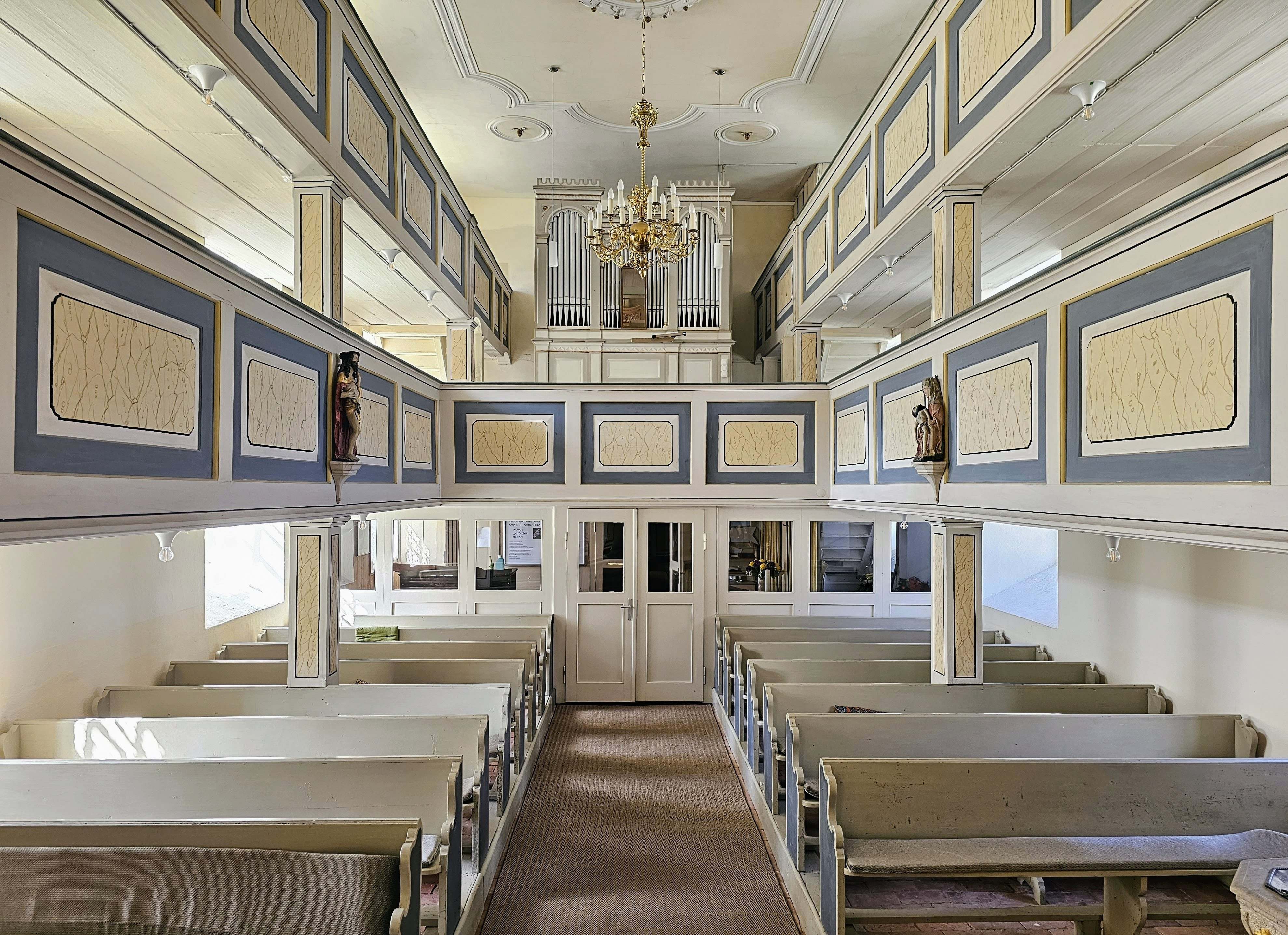
Innenraum, Blick zur Orgel

Die evangelische Dorfkirche Volkmannsdorf steht in der Gemeinde Volkmannsdorf im Saale-Orla-Kreis in Thüringen.

## Geschichte
Die Jahreszahl 1775 über dem Eingang deutet auf die Fertigstellung der heutigen Dorfkirche. Aus dem geschichtlichen Unterlagen geht hervor, dass ein Vorgängergotteshaus existiert hat.
Volkmannsdorf gehörte bis 1918 zum Herzogtum Sachsen-Weimar, was auch Spuren in der Kirchengestaltung hinterließ, beispielsweise in der nüchternen Ausmalung der Kirche und der Symbolik. Einziger Nachweis für diese Zeit ist ein Tetragramm, umgeben von einer Strahlensonne über dem Kanzelaltar. Einen Kontrast bildet der Schnitzaltar aus der zweiten Hälfte des 15. Jahrhunderts, der in Einzelteilen über die Kirche verteilt ist. Der Hauptteil steht rechts vor dem Triumphbogen und enthält die Figuren Heilige Nikolaus, Agnes, Maria mit dem Kind, Katharina und Antonius. Die Flügel sind links vom Altar angebracht und zeigen ebenfalls Heiligenfiguren. Der ehemalige Unterteil der Predella wurde nachträglich über dem Altartisch angebracht. Er zeigt eine lebendige Abendmahlsszene. Die Orgel wurde 1903 von Adam Eifert erbaut. Sie verfügt über 12 Register auf zwei Manualen und Pedal.

## Der Turm
Im Kirchturm über dem Altar hängen zwei Bronzeglocken. Eine davon stammt aus dem Jahr 1795.